# Heinrich de Buhr
Heinrich de Buhr (* 12. August 1892 in Altona; † 1952) war SPD-Kreisvorsitzender von Dithmarschen und stellvertretender Leiter des Arbeitsamtes in Heide (Holstein).

## Biographie
Heinrich de Buhr wurde am 24. März 1933 seines Postens als stellvertretender Leiter des Arbeitsamtes in Heide (Holstein) enthoben, „weil die politische Vergangenheit des Betroffenen keine Gewähr für eine Arbeit im Sinne der jetzigen nationalen Regierung biete“. und am 22. August 1933 aufgrund des rassistischen Gesetzes zur Wiederherstellung des Berufsbeamtentums fristlos entlassen.
In der Folge war er bis zum 10. Oktober 1934 arbeitslos und verlor jegliche Existenzgrundlage, so dass sein Haus in der Stiftstraße 17 zwangsversteigert wurde und an die Stadt Heide fiel. Zum Zeitpunkt der „Machtergreifung“ der Nationalsozialisten war er SPD-Kreisvorsitzender von Dithmarschen, Stadtverordneter und Magistratsmitglied in Heide sowie zweiter Vorsitzender des Heider Reichsbanners.
Er ging 1934 nach Hamburg, wo er sich bis 1937 als Provisionsreisender versuchte. Von Oktober 1937 bis Kriegsende war er Gastwirt in Hamburg. Sein Lokal wurde bei Luftangriffen schwer beschädigt. SA und Gestapo bedrohten ihn aufgrund seiner politischen Vergangenheit wiederholt. Am 2. Oktober 1941 beantragte er die Aufnahme in die NSDAP und wurde zum 1. Januar 1942 aufgenommen (Mitgliedsnummer 8.771.213).
In der Aktion Gitter nach dem gescheiterten Umsturzversuch vom 20. Juli 1944 wurde er vier Tage zu Verhören und Vernehmungen festgehalten.
Nach dem Kriegsende übernahm er wieder den Posten des stellvertretenden Leiters des Heider Arbeitsamtes und war von 1946 bis 1950 dessen Leiter. 1950 schied er aus gesundheitlichen Gründen aus dem Dienst aus.